# Kimberley Joseph
Kimberley Joseph (Vancouver, Canadá, 30 de agosto de 1973) é uma atriz austrálio-canadense e modelo formada, já participou da novela Home and Away e das séries Cold Feet e Lost.

## Filmografia
| Ano  | Título                           | Papel                |
| ---- | -------------------------------- | -------------------- |
| 1992 | Paradise Beach                   | Cassie Barsby        |
| 1995 | Gladiators                       | Apresentadora        |
| 1995 | Home and Away                    | Joanne Brennan       |
| 1997 | Hercules: The Legendary Journeys | Nêmesis              |
| 1998 | Tales of the South Seas          | Clare Devon          |
| 1999 | Water Rats                       | Mary Worth           |
| 2001 | Cold Feet                        | Jo Ellison           |
| 2004 | Go Big                           | Sophie Duvet         |
| 2004 | All Saints                       | Dr. Grace Connelly   |
| 2004 | Lost                             | Cindy Chandler       |
| 2005 | Fight Night                      | Tracey               |
| 2008 | Frost/Nixon                      | Evonne Goolagong     |
| 2009 | Angels and Demons                | Repórter australiana |